# USS LST-162
O USS LST-162 foi um navio de guerra norte-americano da classe LST que operou durante a Segunda Guerra Mundial.